# General Belgrano partido
General Belgrano egy partido (körzet) Argentínában a Buenos Aires tartományban. A fővárosa General Belgrano.

## Települések
| - General Belgrano - Gorchs | Parajes - Bonnement - Chas - Ibáñez - La Chumbiada - Newton |